# Neftekamski Awtosawod
Das Neftekamski Awtosawod (russisch Нефтекамский автозавод, auf Deutsch etwa Neftekamsker Automobilwerk, kurz auch NefAZ) ist ein Hersteller von Autobussen, Lkw-Aufbauten für KAMAZ-Fahrgestelle, Anhängern und Aufliegern sowie landwirtschaftlichem Gerät. Die offene Aktiengesellschaft ist zu 50,02 % in Hand des KAMAZ-Unternehmens, 28,5 % sind in Besitz der russischen Teilrepublik Baschkortostan. Der Rest der Anteile befindet sich in Streubesitz. Der Unternehmensstandort ist Neftekamsk.

## Geschichte

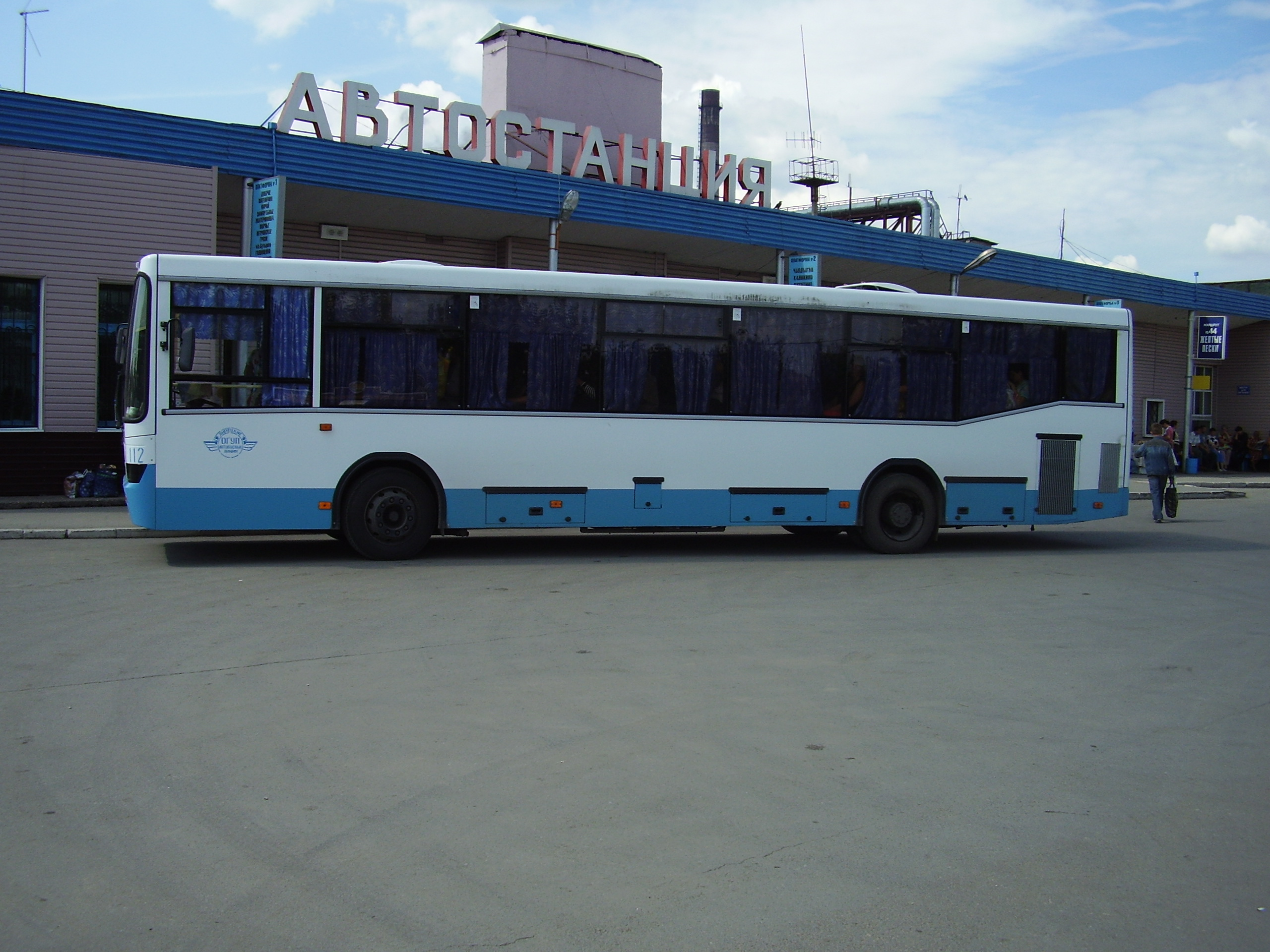
Reisebus von NefAZ in Russland (2006)

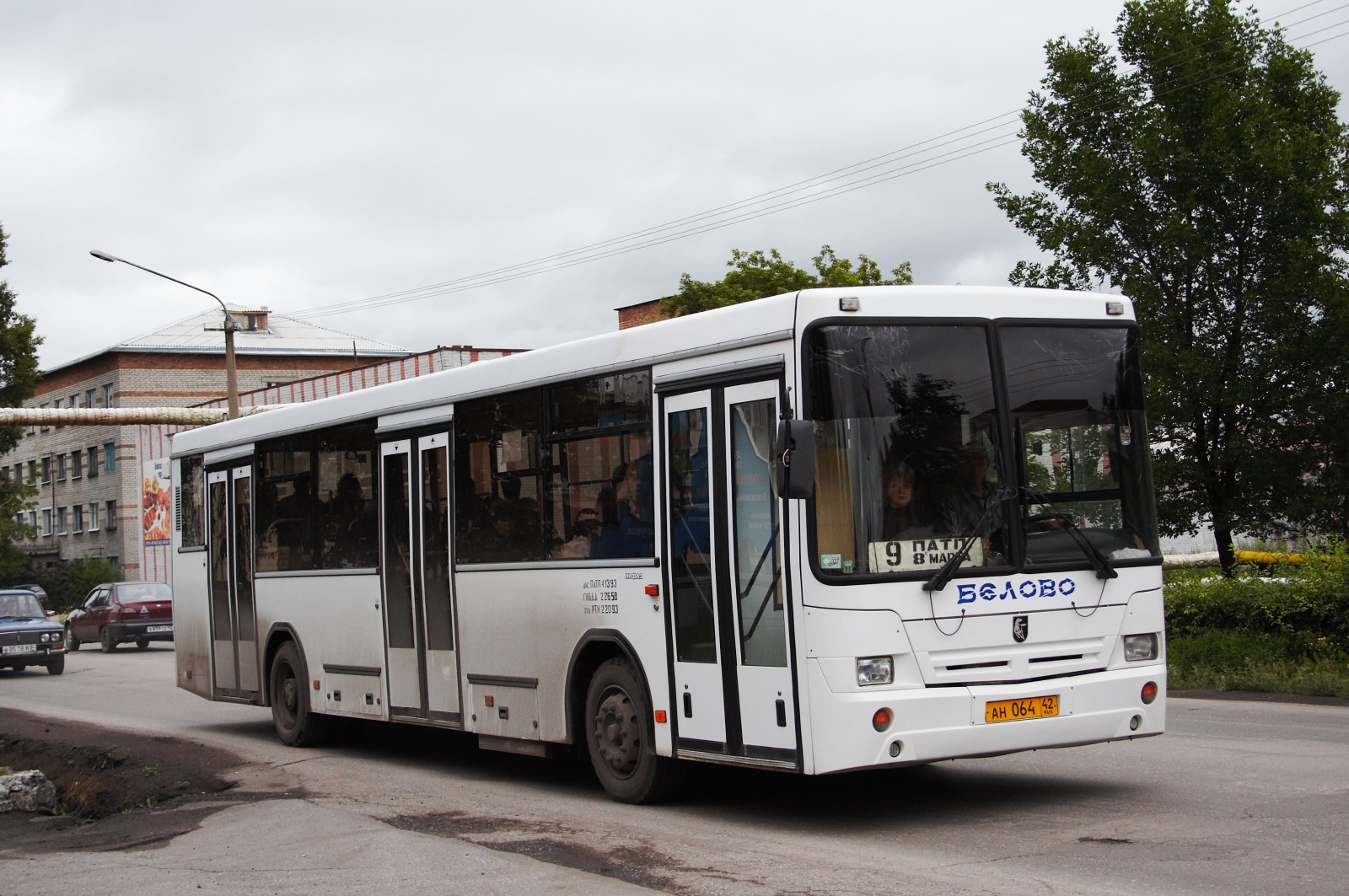
Ein NefAZ-5299 Stadtbus in dreitüriger Ausführung (2007)

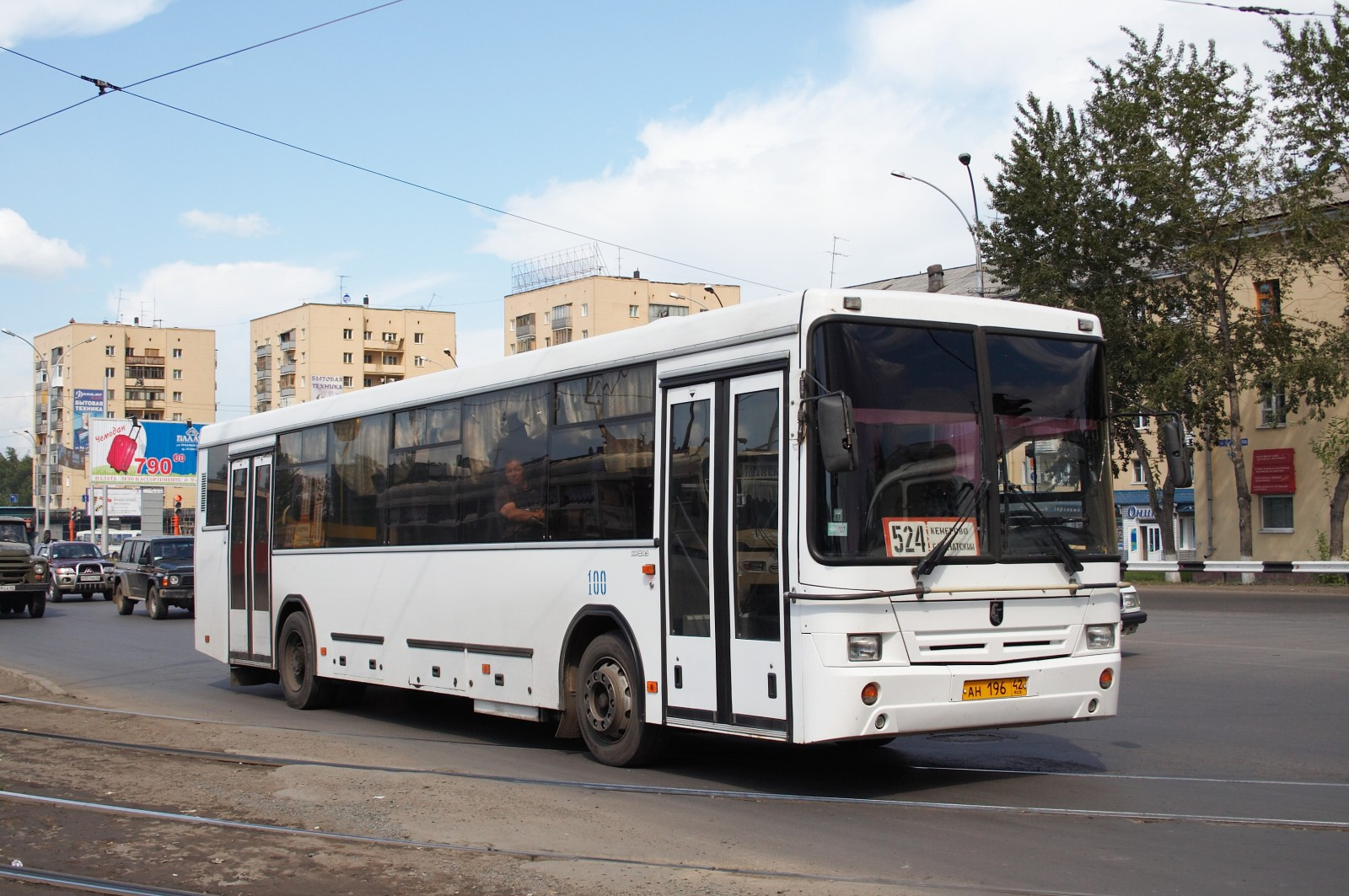
Ein NefAZ-5299 Stadtbus in zweitüriger Ausführung (2007)

Im Zusammenhang mit dem Bau des KAMAZ-Werks ab den späten 1960er Jahren stellte man schnell fest, dass es weiterer Werke bedürfe, um die geplante Menge von 150.000 mittelschweren Lkw pro Jahr zu produzieren. So ergingen vom Ministerrat der UdSSR zwischen 1970 und 1971 verschiedene Beschlüsse zum Bau einer weiteren Anlage, die zunächst hauptsächlich für den Bau von Aufbauten für die KAMAZ-Fahrgestelle konzipiert war. Am 13. Juli 1972 wurde in der noch jungen Industriestadt Neftekamsk mit dem Bau begonnen. Knapp fünf Jahre später, im April 1977, verließ der erste KamAZ-5511 Kipp-Lkw das Werk. Die Hauptfertigungslinie nahm den Betrieb am 11. Oktober 1977 auf. Die Produktionskapazität lag zu dieser Zeit bei 10.000 Aufbauten pro Jahr.
Im Jahr 1978 erfolgte eine zweimalige Umbenennung der Fabrik mit dem Ergebnis, dass ab dem 27. November 1978 unter dem Namen Neftekamsker Kipperwerk (russisch Нефтекамского завода автосамосвалов) firmiert wurde.
Im Jahr 1981 wurde eine Produktionsstätte für Buskarosserien mit einer Kapazität von 3000 Aufbauten pro Jahr in Betrieb genommen. Dies kann als der Beginn der bis heute bei NefAZ andauernden Busfertigung angesehen werden.
1993 wurde das Unternehmen in eine offene Aktiengesellschaft überführt. Gleichzeitig wurde der Firmenname in Neftekamski Awtosawod geändert.
2000 wurde schließlich der Stadtbus NefAZ-5299 vorgestellt. Dieser wird heute, auch als Reisebus, in verschiedenen Varianten von unterschiedlicher Länge und Kapazität gefertigt. Das Modell gilt als wichtigste Entwicklung des Werks seit dem Zusammenbruch der Sowjetunion. Das erste Fahrzeug wurde am 6. Dezember 2000 fertiggestellt. Seit 2002 läuft die Produktionsanlage mit einem Ausstoß von etwa 1000 Bussen pro Jahr. Es werden auch Busse mit Erdgasantrieb, Niederflurmodelle und Reisebusse gefertigt. Es existiert eine Kooperation mit dem niederländischen Bushersteller VDL Groep.

## Produkte

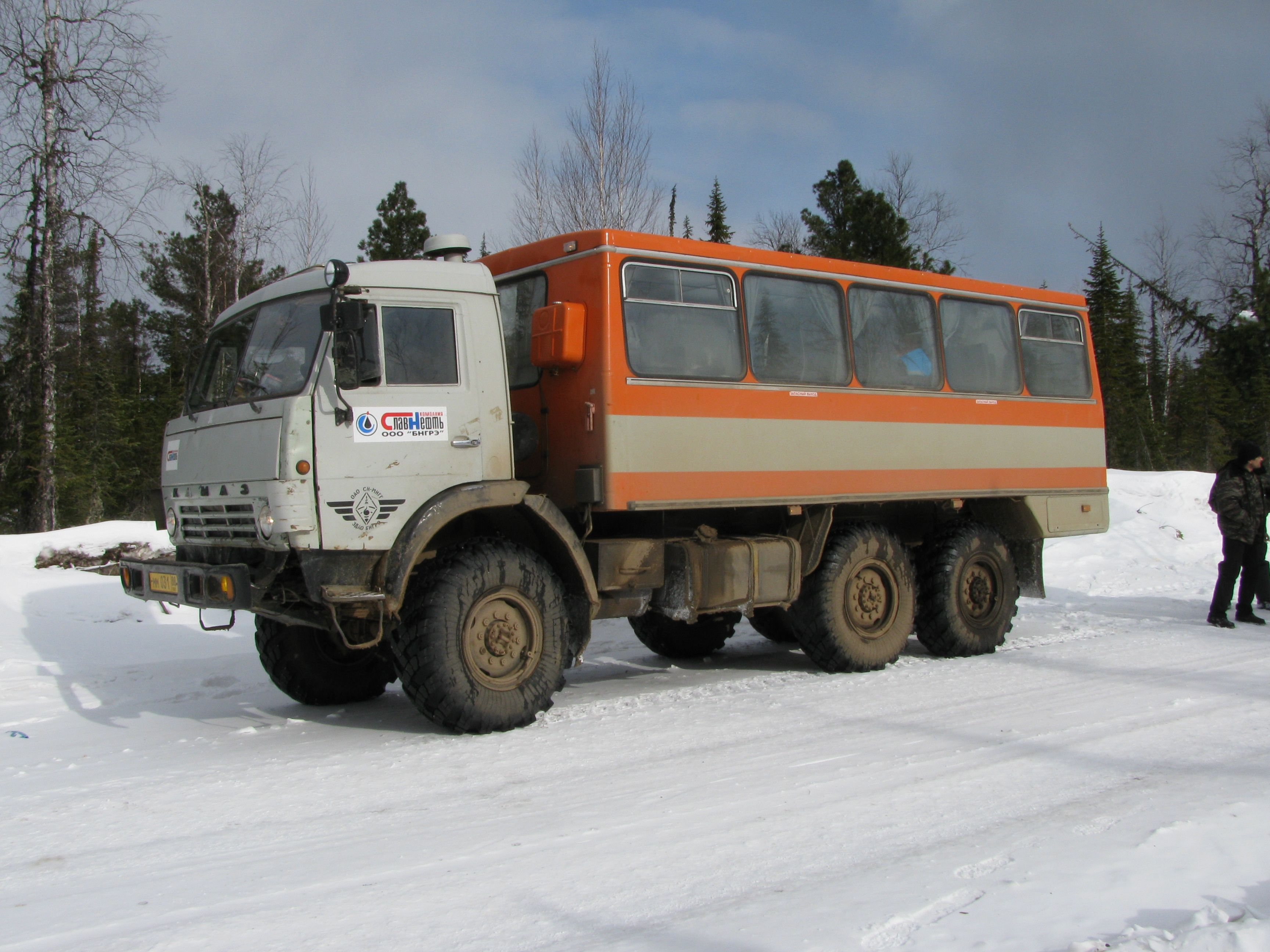
Ein Busaufbau von NefAZ auf einem KamAZ-44108 (2010)

Nachfolgend ein Überblick über die Hauptproduktgruppen.
- Lkw-Aufbauten für KAMAZ-Fahrgestelle, u. a.:
  - Tankwagen für Kraftstoff
  - Feuerwehrfahrzeuge
  - Busaufbauten
  - Muldenkipper (nach wie vor einer der Hauptzweige)
  - Kombinationsbusse (Lkw-Fahrgestell mit normaler Fahrerkabine, es schließt sich eine gesonderte Personenkabine und eine ebenfalls gesonderte Ladefläche an. Zum Beispiel NefAZ-42111)
- Sattelauflieger
  - für den Treibstofftransport
  - Standardsattelauflieger (Kastenbauform)
  - Kippauflieger
  - offene Auflieger für Schüttgüter ohne Kippvorrichtung
- Anhänger
  - kippbar oder nicht, mit zwei oder drei Achsen
- landwirtschaftliches Gerät
  - Anhänger zum Pferdetransport
- Autobusse
  - Stadtbusse (z. B. NefAZ-5299)
  - Fernbusse
  - Busse mit Erdgasantrieb
  - Niederflurbusse
  - auch in Kooperation mit westlichen Unternehmen wie VDL